# La 2
La 2 es un canal de televisión español de señal abierta. Se trata del segundo canal más antiguo del grupo Televisión Española, perteneciente a la corporación pública RTVE. Su programación se basa en espacios culturales, de servicio público y con una vocación minoritaria respecto a La 1, su canal hermano. Parte de la realización y producción de los programas se realiza en San Cugat del Vallés (Barcelona).
El canal comenzó sus emisiones en pruebas en 1966 a través de la tecnología UHF, por lo que en sus primeros años se le llamó coloquialmente con ese nombre. También recibió otras denominaciones como Cadena II, Segunda Cadena, Segundo Programa o TVE-2 hasta que en los años 1990, con la aparición de las televisiones privadas, adoptó su marca actual.

## Historia

### Creación del segundo canal (UHF)

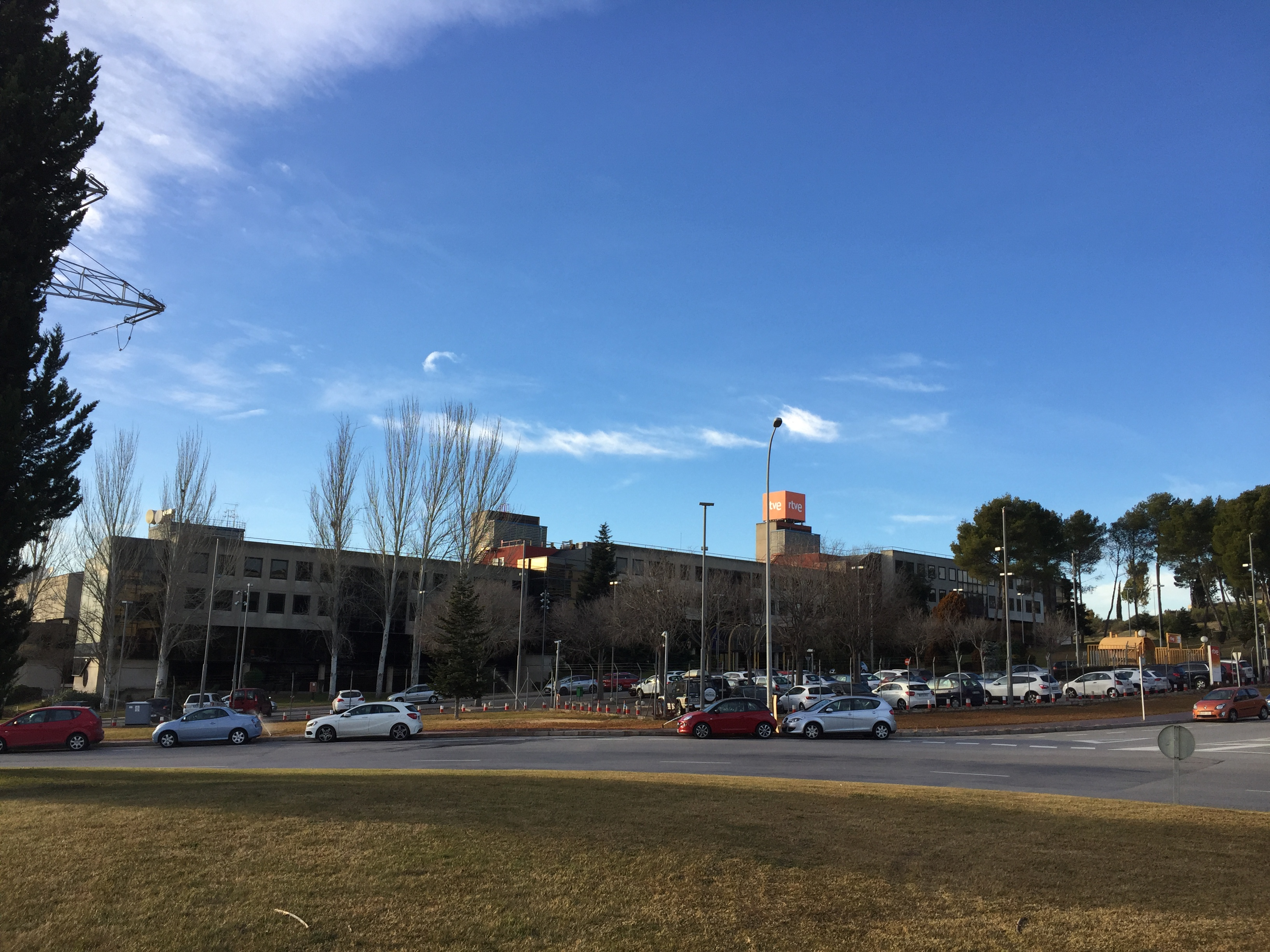
Estudios de RTVE en San Cugat del Vallés (Barcelona)

Cuando la tecnología del UHF comenzó a implantarse en España, el ministro de Información y Turismo, Manuel Fraga, decidió que Televisión Española (TVE) pusiera en marcha un segundo canal de televisión en ese sistema, igual que en otros países europeos. El 1 de enero de 1965 comenzaron las emisiones en pruebas en Madrid, con una programación restringida a cuatro horas por la noche en la que se ofrecían espacios musicales y redifusiones de la Primera Cadena, principalmente Telediario y Estudio 1.
La programación regular comenzó el 15 de noviembre de 1966. En esta ocasión se diseñaron espacios específicos para el segundo canal, de los que el centro de producción de Barcelona realizaría el 50%. El primer director fue Salvador Pons Muñoz. En sus inicios solo podía sintonizarse en las zonas cubiertas por los enlaces de UHF de Madrid, Zaragoza y Barcelona; emitía solo por la noche, y no todos los receptores estaban preparados para captar su señal. En el caso de los televisores sin UHF incorporado era necesario comprar un adaptador, lo que retrasó su consolidación.
La estrategia de TVE pasó por convertir el primer canal en una televisión generalista, mientras que los espacios minoritarios eran trasladados al UHF. Bajo el mandato de Salvador Pons, el segundo canal acogió a creadores procedentes de la Escuela de Cine de España, como Claudio Guerín, Pedro Olea o Antonio Mercero, que lo utilizarían como banco de pruebas tanto en la producción de documentales como en la de ficción. Hubo un peso importante de los programas culturales, como ciclos de música clásica o teatro, y también ciclos de cine en espacios como Cine Club y Sombras Recobradas.
Durante los inicios destacaron programas como la serie documental Conozca usted España (1966-1969), en la que un director de cine rodaba capítulos donde famosos de la época mostraban los encantos de su ciudad. Por otro lado, el musical Último grito (1968-1970), producido por Iván Zulueta, sirvió como trampolín para los presentadores José María Íñigo y Judy Stephen.

### Década de 1970

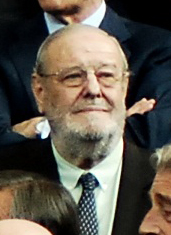
José Luis Balbín, director de La clave (1976-1985).

Durante los años 1970 y hasta el final de la década de 1980, la programación de la segunda cadena se limitó al horario nocturno, de 20:00 a 00:00h., con una ampliación horaria los fines de semana. La cobertura alcanzó las grandes ciudades de España y TVE llegó a anunciar que «en solo tres años» podría sintonizarse en todo el país, pero por cuestiones técnicas y geográficas no pudo hacerse posible hasta 1982. Por esta razón no era extraño que los programas de mayor éxito en el UHF pasaran a la programación del primer canal.
El UHF continuó desarrollando una programación minoritaria, con fuerte acento cultural, que no competía directamente con la primera cadena. Además de documentales, teatro y programas de ficción, acogió espacios educativos y retransmisiones deportivas. En esa época el segundo canal era apodado coloquialmente como «el canalillo».
Durante la Transición española la programación del segundo canal recibió un pequeño impulso. En enero de 1976 se estrenó el programa de debate La clave (1976-1985), presentado por José Luis Balbín, en el que se abordaban temas de actualidad desde distintos puntos de vista, algo muy complicado durante el franquismo, precedidos por una película relacionada con el asunto. También tuvo importancia el espacio de entrevistas A fondo (1976-1981) en el que su conductor Joaquín Soler Serrano conversaba con personalidades del ámbito artístico, literario y científico de la época. Las nuevas tendencias artísticas y musicales encontraron reflejo en los programas Encuentros con las letras (1976-1981) y Popgrama (1979-1981) presentado por Diego A. Manrique, Àngel Casas y Carlos Tena.
Otro aspecto importante fue la consolidación de los centros territoriales, especialmente en Cataluña y Canarias. TVE Cataluña estableció programas en desconexión a través del denominado Circuit Català («Circuito Catalán»), a la vez que continuaba produciendo contenidos a nivel estatal. Con motivo de la Copa Mundial de Fútbol de 1982 que se celebraba en España el centro territorial de Canarias erigió un nuevo centro de producción que, además de difundir la señal del segundo canal para las islas, permitía desarrollar una programación especial para el archipiélago.

### Década de 1980

Logo clásico, usado hasta 1990.

En 1983 el segundo canal cambió su denominación por «TVE-2» y estrenó una nueva imagen corporativa. A partir de 1988 la programación se extendió al mediodía, y en 1989 se introdujo por fin la programación matinal, consolidada a comienzos de los años 1990.
Durante los mandatos de José María Calviño y Pilar Miró como directores generales de RTVE, el segundo canal se mantuvo con una oferta cultural que daba cabida a espacios considerados «minoritarios» para el primer canal. En pleno fenómeno de la movida madrileña se estrenó La edad de oro (1983-1985), dirigido por Paloma Chamorro, con el tiempo convertido en un espacio de culto. La década de 1980 también supuso el estreno de programas emblemáticos como el magacín cultural Metrópolis —creado en 1985—, el concurso El tiempo es oro (1987-1992) de Constantino Romero, el programa gastronómico Con las manos en la masa (1984-1991), considerado el primer espacio de su género en la televisión de España, o el premiado espacio de documentales Documentos TV creado en 1986 por Miguel Veyrat y posteriormente presentado y dirigido por Pedro Erquicia.
Por otra parte TVE-2 mantuvo la emisión de acontecimientos especiales en directo, algunos de los cuales superaban en audiencia al primer canal. Ejemplo de ello eran las transmisiones de fútbol: las competiciones europeas de fútbol (Liga de Campeones de la UEFA, Liga Europa de la UEFA y Recopa de Europa de la UEFA), la Primera División en aquellas comunidades sin televisión autonómica, y los partidos clasificatorios de la Selección de fútbol de España. También se estrenó Estadio 2 (1984-2007), especializado en retransmisiones e informaciones deportivas durante los fines de semana. Por otra parte, ofreció el Festival de la Canción de Eurovisión desde 1984 hasta 1992.

### Transformación en «La 2»

Logotipo del rediseño de La 2, que se mantuvo desde 1991 hasta 2003.

La estrategia de canales de TVE cambió con la irrupción de la televisión privada en 1989. A partir de 1991, TVE-2 fue reconvertido en «La 2» y asumió una nueva programación alternativa, cuyo espíritu quedaba recogido en el eslogan «La 2, para una inmensa minoría». Durante el mandato del siguiente director general de RTVE, Jordi García Candau, y de Ramón Colom al frente de TVE, se redefiniría el concepto del canal para dirigirlo a un público objetivo menor de 30 años. En esta década se produjo un aumento significativo de la programación propia y se reubicaron contenidos como que todos los espacios documentales pasaron al segundo canal.
TVE también impulsó un informativo alternativo al Telediario con la creación de La 2 Noticias que priorizaba las noticias de interés humano en detrimento de los bloques políticos. El nuevo formato se estrenó el 7 de noviembre de 1994 y gracias a él saltaron a la fama dos periodistas: Lorenzo Milá como presentador y Fran Llorente como director de informativos.

Entre los espacios producidos para La 2 destacaron los concursos Cifras y letras (1991-1996), presentado por Elisenda Roca, y Lingo (1993-1996), presentado por Ramoncín; la serie Makinavaja (1995-1997) adaptación del cómic escrito por Ivà e interpretada por Pepe Rubianes; y el show de entretenimiento El peor programa de la semana (1993-1994), dirigido por Fernando Trueba y presentado por El Gran Wyoming, aunque cancelado por haber invitado a Quim Monzó después de que este hiciese unos comentarios sobre la monarquía en TV3. También se ofrecieron espacios divulgativos como Bit a bit (1993-1995), primer programa dedicado a la informática y los videojuegos en una televisión de ámbito estatal. El cine mantenía su presencia en Cine Club (1971-2011) y en ¡Qué grande es el cine! (1995-2005), este último presentado por José Luis Garci, además del bloque de cine fantástico y de terror Alucine (1993-1998), y el programa de información cinematográfica Días de cine, conducido desde 1991 hasta 2007 por Antonio Gasset. Por último, la programación infantil se agrupó en torno al programa contenedor Pinnic (1992-1996). 

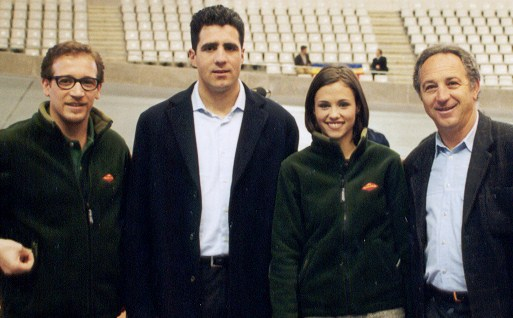
Carlos Beltrán y Estela Giménez junto a Miguel Induráin y Francisco Fernández Ochoa, en la grabación de un programa de Escuela del deporte en el año 2000.

La 2 estrenó series estadounidenses sin cabida en La Primera: Los Simpson (hasta 1994), Doctor en Alaska, Matrimonio con hijos y Vivir con Mr. Cooper. En cuanto al fútbol, La 2 se quedó solamente con los encuentros de Primera División en aquellas comunidades sin televisión autonómica propia. Respecto al resto de deportes, La 2 mantuvo los derechos de la Liga ACB de baloncesto, la Liga Asobal de balonmano y la Liga Nacional de Fútbol Sala. A pesar de que la audiencia del canal bajó por la competencia privada, todos estos cambios sirvieron para mejorar su reputación y convertirla en alternativa a las cadenas con programación convencional.
En 1996 se puso en marcha el espacio de divulgación científica Redes (1996-2013), dirigido y presentado por Eduardo Punset. Cifras y letras fue reemplazado en 1997 por Saber y ganar, presentado por Jordi Hurtado y dirigido por Sergi Schaff, que se ha convertido en el concurso más longevo de la televisión de España. Un año más tarde se puso en marcha Versión española, un espacio dedicado al cine español que conducía Cayetana Guillén Cuervo y que ofrecía películas sin pausas publicitarias. Otros espacios importantes fueron La noche temática, con documentales del canal paneuropeo Arte; el programa literario Negro sobre blanco (1997-2004), presentado por el escritor Fernando Sánchez Dragó; el informativo Escuela del deporte (1999-2005) y los contenedores de programación infantil, entre ellos Con mucha marcha, TPH Club, Hyakutake y Los Lunnis, este último considerado uno de los mayores éxitos comerciales de TVE. Respecto a la programación musical, hubo una mayor apuesta por la música clásica con Los Conciertos de La 2 y El conciertazo, pero también se puso en marcha Los Conciertos de Radio 3, especializado en música independiente y producido por el personal de Radio 3.
Esta estrategia se mantuvo sin apenas variaciones hasta 2004, cuando Fran Llorente y Lorenzo Milá pasaron al Telediario de La 1. La nueva dirección de Televisión Española reorientó la oferta del canal hacia el público juvenil, con el adelanto del horario estelar a las 21:30, la desaparición paulatina de la programación regional (salvo algunos bloques en Cataluña y Canarias), y la llegada de series estadounidenses como A dos metros bajo tierra, Dos hombres y medio, The O. C., Smallville o Las chicas Gilmore.

### Década de 2010: «La 2» como cadena cultural en HD

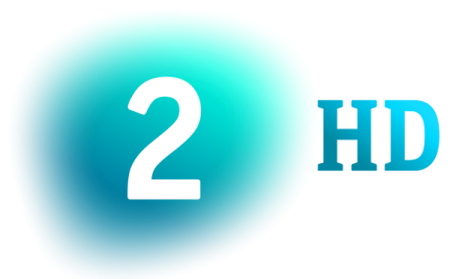
Variante del logotipo de La 2 HD, utilizado desde el 31 de octubre de 2017 hasta el 30 de diciembre de 2019.

El 1 de junio de 2010, el consejo de administración de RTVE decidió convertir La 2 en un canal estrictamente cultural, posicionado como la cadena de referencia «para la creatividad y el talento». Después de que se produjera el apagón analógico, la programación deportiva fue trasladada a Teledeporte y la infantil pasó a Clan. Para compensarlo, La 2 asumió todo el contenido cultural procedente del extinto canal Cultural·es, que tan solo permaneció dos años en emisión. Además se creó una dirección específica; la gestión se trasladó desde Torrespaña al centro de TVE Cataluña en San Cugat del Vallés (Barcelona).
En 2017 se puso en marcha la señal en alta definición, cuyas emisiones comenzaron el 31 de octubre y fueron extendiéndose al resto de España en noviembre del mismo año. Hasta 2020, por cuestiones técnicas, no se pudo mostrar el Teletexto en la señal HD. Desde el 11 de febrero de 2024, La 2 emite exclusivamente en HD.
El horario estelar de La 2 estrenó espacios dedicados al cine español (Historia de nuestro cine) y europeo (Versión europea); programas musicales como Cachitos de hierro y cromo, La hora musa, Ritmo urbano y Un país para escucharlo; y numerosos bloques culturales como la agenda ¡Atención obras! o el literario Página Dos. Buena parte de la parrilla quedó completada con documentales, programas de viajes y cine del Oeste. Por otro lado, la señal de Cataluña amplió su oferta en catalán en desconexión regional, con espacios como Cafè d'idees con Gemma Nierga y L'altaveu con Danae Boronat. Uno de esos programas, Late Xou con Marc Giró, terminó pasando a la programación regular de La 1.

### Situación actual
Desde 2024, con la llegada a la presidencia de RTVE de José Pablo López, La 2 ha asumido de nuevo una programación generalista con espacios culturales e informativos. El programa que abrió esa senda fue la recuperación de Cifras y letras, presentado por Aitor Albizua, que se convirtió en uno de sus espacios más vistos. Con el paso del tiempo se han anunciado otros espacios como el bloque informativo Malas lenguas, presentado por Jesús Cintora; el late night Al cielo con ella, con Henar Álvarez, y el concurso Jeopardy, con Paco de Benito.
En 2025, RTVE anunció la creación de un canal exclusivo para Cataluña que emitiría íntegramente en idioma catalán, fruto del acuerdo de investidura del gobierno de Pedro Sánchez con la formación catalana Junts. El 11 de septiembre de 2025 está previsto el comienzo de emisiones de 2Cat, un canal dirigido por Oriol Nolis y que asumiría parte de los espacios hasta entonces ofrecidos por La 2, mientras que el segundo canal se mantendría como señal nacional con desconexiones.

## Programación

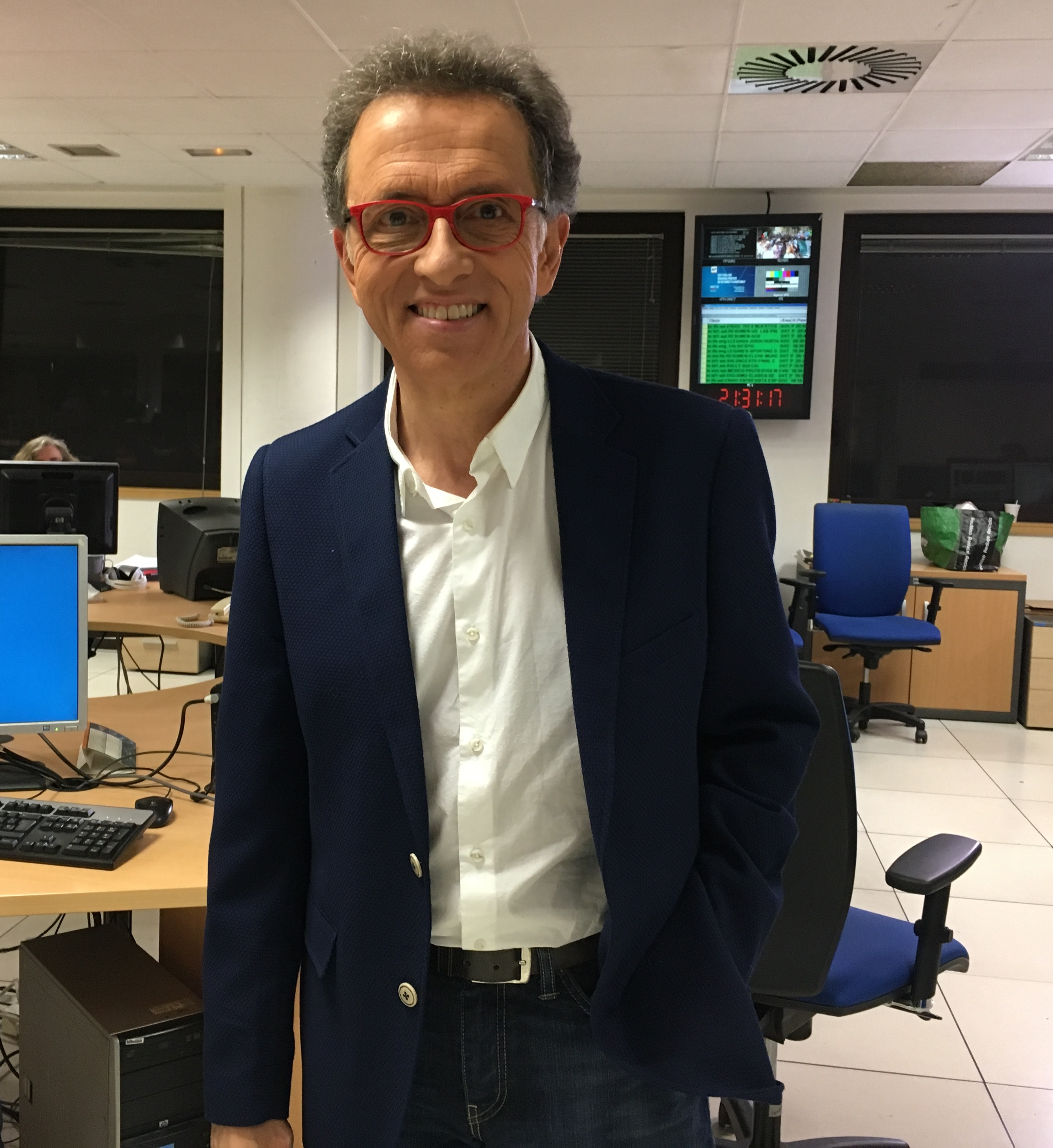
Jordi Hurtado, presentador de Saber y ganar.

La programación de La 2 tiene un marcado enfoque cultural y de servicio público, de forma similar a otros canales públicos europeos como BBC Two en Reino Unido. A diferencia de La 1, que presenta un perfil generalista, La 2 se dirige a un público joven, urbano y minoritario. Históricamente ha sido uno de los canales con menos audiencia de Televisión Española.
El programa de mayor éxito de La 2 es Saber y ganar un concurso producido por TVE Cataluña, creado por Sergi Schaaff y presentado por Jordi Hurtado. Desde su estreno en 1997 se ha convertido en el concurso televisivo más longevo de España, y es el único espacio del canal que suele superar el millón de espectadores. La 2 también se encarga de acontecimientos especiales, como las retransmisiones en directo de las dos semifinales del Festival de la Canción de Eurovisión o la información especial de acontecimientos musicales o cinematográficos, entre ellos el Festival Internacional de Cine de San Sebastián y los Premios Max.
Uno de los apartados más reconocidos de La 2 son los documentales. Aunque a lo largo de la jornada se emiten en varios horarios el más popular y valorado es Grandes documentales, el bloque vespertino de documentales sobre naturaleza que se emite después de Saber y ganar. También se emiten programas específicos como El escarabajo verde que desde 1997 aborda el entorno, la naturaleza y el medio ambiente en España.
En la parrilla de programación destacan otros programas como La noche temática, que se emite la noche de los sábados, donde se muestran trabajos relacionados con un tema determinado producidos por el canal paneuropeo Arte. En clave periodística Documentos TV, En portada o Crónicas muestran reportajes de larga duración sobre el mundo contemporáneo nacional e internacional. Los espacios divulgativos ocupan parte del horario estelar entre ellos los musicales (Cachitos de hierro y cromo, La hora musa, Los conciertos de Radio 3), literatura (Página Dos), agenda cultural y artística (¡Atención obras!), o el magacín Metrópolis que se emite desde 1985. 
En cuanto al cine el canal ofrece películas de corte más alternativo e independiente, sin cabida en La 1, tanto españolas (Historia de nuestro cine), latinoamericanas (Versión española) o europeas (Versión Europea). Periódicamente también se emiten series producidas por otros canales públicos europeos como Comisario Montalbano (de RAI), Los pequeños asesinatos de Agatha Christie (de France 2) o Tatort (de ARD).
Aunque el deporte desapareció de su programación el 20 de septiembre de 2010 —(al igual que los contenidos infantiles que pasaron a Clan y los informativos al Canal 24 horas)—, el canal ha retransmitido pruebas cuando las señales de La 1 y Teledeporte estaban ocupadas con otras emisiones, principalmente cuando hay Juegos Olímpicos o en 2023 donde se emitirán varios eventos como la Eurocopa Sub-21 o el Tour de Francia. La 2 emite también lucha canaria en desconexión regional para TVE Canarias, dentro del programa La Luchada (1985), porque no pueden hacerse desconexiones en la señal de Teledeporte. Sin embargo, desde el verano de 2023, las retransmisiones deportivas han vuelto a la programación de La 2. Desde entonces, se pueden ver en la cadena competiciones como el Tour de Francia, la Vuelta Ciclista a España o Moto GP, así como otros deportes como baloncesto o atletismo.
La señal en directo de La 2 puede verse a través del sitio web de RTVE. Todos sus programas de producción propia están disponibles en el servicio de televisión bajo demanda.

## Servicios informativos
La 2 contó con un informativo propio, La 2 Noticias, que se emitió desde el 7 de noviembre de 1994 al 13 de marzo de 2020. Este espacio se diferenciaba del Telediario en el enfoque de la información y en su estilo, que daba un mayor peso a noticias de valor humano, social, cultural y de servicio público. En su última etapa se emitía de lunes a jueves, de 20:30 a 21:00. Estaba presentado por Paula Sainz-Pardo Hilara y dirigido por César Vallejo y Eva de Vicente. 
El informativo de La 2 priorizaba los temas sociales, culturales y científicos por encima de los políticos, diferenciándose del resto de canales en abierto. Aunque podían aparecer contenidos políticos o deportivos, no tenían tanto peso en la escaleta. Para dirigirse a un público joven también tenían en cuenta las redes sociales como Facebook, donde contaba con una página para que los usuarios pudieran comentar el informativo en directo.
En su primera etapa, La 2 Noticias estuvo dirigido por Fran Llorente, presentado por Lorenzo Milá y realizado por Fernando Navarrete Parrondo. En ese tiempo el informativo duraba media hora y para no coincidir con el Telediario comenzaba a las 22:00, ocupando el comienzo del horario estelar. Durante el tiempo en que Alfredo Urdaci fue director de los servicios informativos de TVE, La 2 Noticias fue visto por algunos medios de comunicación como una alternativa independiente al Telediario, que había sido condenado por manipulación y trato de favor al gobierno de José María Aznar. Después de la victoria de los socialistas en las elecciones generales de 2004, Fran Llorente pasó a la dirección de informativos y Milá reemplazó a Urdaci como presentador del Telediario 2. Por culpa de la pandemia de COVID-19 el programa se canceló el 15 de marzo de 2020, aunque el programa no volvió después de la finalización de la cuarentena.

## Imagen corporativa
El logotipo actual de La 2 data de agosto de 2008, cuando se produjo una renovación completa de la imagen corporativa de Radiotelevisión Española, a cargo de la agencia española Summa Branding. Consiste en un «2» sobre turquesa o aguamarina, color tradicional del canal. La marca «La 2» se utiliza desde 1991, cuando la aparición de las televisiones privadas hizo que TVE crease una imagen corporativa definida para sus dos canales. El 30 de diciembre de 2019, en la señal en alta definición desaparecieron las siglas HD del logotipo, mientras que en la señal estándar aparecieron las siglas SD.
Conocida en sus inicios como UHF por la tecnología que usó para su estreno, después recibió otros nombres como Segunda cadena, Segundo programa o incluso Cadena II. Del mismo modo la imagen corporativa varió, y aunque el logotipo que aparecía en pantalla reflejaba las palabras «TVE-2», este nombre no se usó en promociones locutadas hasta finales de la década de 1980.
Con la aparición de las televisiones privadas, se adoptó en 1990 una nueva imagen corporativa de transición, un «2» con el logotipo de Televisión Española en su base. En 1991 se modificó el nombre por «La 2» y se produjo una renovación completa con un nuevo logo, un 2 dentro de un cuadrado partido, y la adopción del verde como color corporativo.

## Audiencias
Evolución de la cuota de pantalla mensual, según las mediciones de audiencia elaborados en España por Kantar Media. Están en negrita y verde los meses en que fue líder de audiencia.
| Año  | Enero | Febrero | Marzo | Abril | Mayo  | Junio | Julio | Agosto | Septiembre | Octubre | Noviembre | Diciembre | Media anual |
| ---- | ----- | ------- | ----- | ----- | ----- | ----- | ----- | ------ | ---------- | ------- | --------- | --------- | ----------- |
| 1990 | 24,0% | 24,3%   | 24,0% | 23,3% | 22,4% | 26,5% | 19,3% | 16,3%  | 15,8%      | 16,6%   | 14,9%     | 14,5%     | 20,2%       |
| 1991 | 15,2% | 14,9%   | 14,3% | 14,1% | 16,4% | 15,7% | 14,7% | 13,2%  | 12,8%      | 13,9%   | 13,2%     | 12,5%     | 14,2%       |
| 1992 | -     | -       | -     | -     | -     | -     | -     | -      | -          | -       | -         | -         | 12,9%       |
| 1993 | -     | -       | -     | -     | -     | -     | -     | -      | -          | -       | -         | -         | 9,6%        |
| 1994 | 9,5%  | 9,7%    | 9,9%  | 9,5%  | 9,3%  | 10,5% | 11,4% | 11,4%  | 9,7%       | 9%      | 9,6%      | 9,3%      | 9,8%        |
| 1995 | 9,4%  | 9,4%    | 9,2%  | 9%    | 9,4%  | 9,3%  | 10,3% | 10,2%  | 9%         | 8%      | 8,6%      | 7,8%      | 9,2%        |
| 1996 | 7,9%  | 8,1%    | 7,9%  | 7,8%  | 8,5%  | 8,6%  | 14,0% | 11,0%  | 9,1%       | 9,3%    | 9,2%      | 8,8%      | 9,0%        |
| 1997 | 8,4%  | 8,4%    | 8,6%  | 8,6%  | 8,9%  | 9,1%  | 9,2%  | 10,1%  | 9,5%       | 8,7%    | 8,8%      | 8,9%      | 8,9%        |
| 1998 | 8,8%  | 8,5%    | 8,5%  | 8,5%  | 8,8%  | 9,2%  | 9,0%  | 9,1%   | 9,3%       | 8,8%    | 8,8%      | 7,9%      | 8,8%        |
| 1999 | 7,7%  | 7,4%    | 7,6%  | 8,5%  | 8,5%  | 8,3%  | 8,5%  | 10,0%  | 8,2%       | 7,8%    | 7,5%      | 7,5%      | 8,1%        |
| 2000 | 7,7%  | 7,6%    | 7,7%  | 8,0%  | 7,6%  | 7,8%  | 8,0%  | 7,7%   | 9,3%       | 7,6%    | 7,6%      | 8,3%      | 7,9%        |
| 2001 | 7,4%  | 7,5%    | 7,7%  | 7,6%  | 7,8%  | 7,5%  | 8,1%  | 8,4%   | 8,4%       | 8,3%    | 8,0%      | 7,6%      | 7,8%        |
| 2002 | 8,0%  | 8,1%    | 7,6%  | 7,3%  | 6,7%  | 6,8%  | 9,0%  | 8,3%   | 8,3%       | 8,0%    | 7,6%      | 7,4%      | 7,7%        |
| 2003 | 7,2%  | 7,4%    | 7,1%  | 7,1%  | 7,3%  | 7,5%  | 8,2%  | 7,9%   | 7,8%       | 6,8%    | 6,5%      | 6,2%      | 7,2%        |
| 2004 | 6,3%  | 6,4%    | 6,2%  | 7,0%  | 6,6%  | 6,9%  | 7,6%  | 10,1%  | 6,8%       | 6,3%    | 6,3%      | 6,4%      | 6,8%        |
| 2005 | 5,9%  | 6,3%    | 5,7%  | 6,1%  | 5,8%  | 5,9%  | 6,5%  | 6,1%   | 6,1%       | 5,1%    | 5,1%      | 4,8%      | 5,8%        |
| 2006 | 4,9%  | 5,0%    | 4,8%  | 5,0%  | 4,8%  | 4,4%  | 5,2%  | 4,9%   | 5,2%       | 5,0%    | 4,7%      | 4,5%      | 4,9%        |
| 2007 | 4,8%  | 4,7%    | 4,2%  | 4,5%  | 4,5%  | 4,8%  | 5,3%  | 5,1%   | 4,6%       | 4,4%    | 4,5%      | 4,4%      | 4,6%        |
| 2008 | 4,4%  | 4,4%    | 4,4%  | 4,6%  | 4,6%  | 4,4%  | 5,1%  | 6,2%   | 4,4%       | 4,1%    | 3,8%      | 3,8%      | 4,5%        |
| 2009 | 4,0%  | 4,2%    | 4,1%  | 4,0%  | 4,0%  | 3,2%  | 4,3%  | 3,7%   | 3,5%       | 3,5%    | 3,6%      | 3,4%      | 3,8%        |
| 2010 | 3,6%  | 3,7%    | 3,5%  | 3,1%  | 3,3%  | 3,1%  | 3,3%  | 3,5%   | 2,8%       | 2,3%    | 2,3%      | 2,3%      | 3,1%        |
| 2011 | 2,7%  | 2,6%    | 2,5%  | 2,5%  | 2,4%  | 2,5%  | 2,5%  | 2,5%   | 2,5%       | 2,7%    | 2,7%      | 2,7%      | 2,6%        |
| 2012 | 2,8%  | 2,7%    | 2,6%  | 2,5%  | 2,6%  | 2,3%  | 2,6%  | 2,6%   | 2,3%       | 2,2%    | 2,1%*     | 2,3%      | 2,5%        |
| 2013 | 2,5%  | 2,4%    | 2,2%  | 2,7%  | 2,3%  | 2,3%  | 2,6%  | 2,7%   | 2,4%       | 2,4%    | 2,3%      | 2,4%      | 2,4%        |
| 2014 | 2,5%  | 2,5%    | 2,5%  | 2,5%  | 2,7%  | 2,7%  | 3,3%  | 3,2%   | 3,0%       | 2,8%    | 2,7%      | 2,8%      | 2,8%        |
| 2015 | 3,0%  | 2,7%    | 2,8%  | 2,9%  | 2,7%  | 2,9%  | 2,8%  | 2,6%   | 2,7%       | 2,6%    | 2,4%      | 2,6%      | 2,7%        |
| 2016 | 2,6%  | 2,5%    | 2,5%  | 2,5%  | 2,5%  | 2,3%  | 2,6%  | 2,8%   | 2,7%       | 2,6%    | 2,6%      | 2,6%      | 2,6%        |
| 2017 | 2,6%  | 2,6%    | 2,6%  | 2,5%  | 2,5%  | 2,6%  | 2,7%  | 2,7%   | 2,5%       | 2,5%    | 2,5%      | 2,6%      | 2,6%        |
| 2018 | 2,7%  | 2,7%    | 2,6%  | 2,5%  | 2,6%  | 2,5%  | 2,6%  | 2,9%   | 2,8%       | 2,8%    | 2,7%      | 2,6%      | 2,7%        |
| 2019 | 2,7%  | 2,6%    | 2,7%  | 2,6%  | 2,7%  | 2,7%  | 2,8%  | 2,8%   | 2,6%       | 2,6%    | 2,7%      | 2,9%      | 2,7%        |
| 2020 | 2,8%  | 2,8%    | 2,7%  | 2,7%  | 2,5%  | 2,8%  | 2,9%  | 3,0%   | 2,9%       | 2,7%    | 2,8%      | 3,2%      | 2,8%        |
| 2021 | 2,9%  | 2,9%    | 2,8%  | 2,8%  | 2,8%  | 2,7%  | 2,8%  | 3,0%   | 3,0%       | 2,8%    | 2,8%      | 3,1%      | 2,9%        |
| 2022 | 3,0%  | 2,9%    | 2,9%  | 3,0%  | 3,0%  | 3,0%  | 3,2%  | 3,4%   | 3,1%       | 2,8%    | 2,8%      | 3,0%      | 3,0%        |
| 2023 | 2,9%  | 2,8%    | 2,7%  | 2,6%  | 2,8%  | 2,8%  | 3,1%  | 3,2%   | 3,0%       | 2,8%    | 2,7%      | 2,9%      | 2,9%        |
| 2024 | 2,8%  | 2,6%    | 2,5%  | 2,6%  | 2,6%  | 2,8%  | 2,9%  | 2,9%   | 2,9%       | 2,7%    | 2,8%      | 3,0%      | 2,8%        |
| 2025 | 3,0%  | 2,8%    | 2,7%  | 2,7%  | 2,9%  | 3,2%  | 3,3%  |        |            |         |           |           |             |